# Mala Vrbica (Mladenovac)
Mala Vrbica (em cirílico:Мала Врбица) é uma vila da Sérvia localizada no município de Mladenovac, pertencente ao distrito de Belgrado, nas regiões de Šumadija e Kosmaj. Possuía uma população de 368 habitantes segundo o censo de 2002.

## Demografia
| 1948 | 1953 | 1961 | 1971 | 1981 | 1991 | 2002 |
| ---- | ---- | ---- | ---- | ---- | ---- | ---- |
| 356  | 378  | 408  | 360  | 353  | 384  | 368  |